# Campeonato Mundial de Clubes de Voleibol Masculino de 2018
O Campeonato Mundial de Clubes de Voleibol Masculino de 2018 foi a décima-quarta edição do torneio organizado anualmente pela FIVB. Ocorrerá entre os dias 26 de novembro a 2 de dezembro de 2018, na Polônia, com oito clubes participantes.

## Formato de disputa
As oito equipes foram dispostas em dois grupos de quatro equipes. Todas as equipes se enfrentaram dentro de seus grupos em turno único. As duas primeiras colocadas de cada grupo se classificaram para a fase semifinal, na qual se enfrentaram em cruzamento olímpico. Os times vencedores das semifinais se enfrentaram na partida final, que define o campeão; já as equipes derrotadas nas semifinais decidem a terceira posição.
Para a classificação dentre dos grupos na primeira fase, o placar de 3-0 ou 3-1 garante três pontos para a equipe vencedora e nenhum para a equipe derrotada; já o placar de 3-2 garante dois pontos para a equipe vencedora e um para a perdedora.

## Equipes participantes
As seguintes equipes foram qualificadas ou convidadas para a disputa do Campeonato Mundial de Clubes de 2018:
| Equipe                 | Qualificação                                          |
| ---------------------- | ----------------------------------------------------- |
| PGE Skra Bełchatów     | Representante do país-sede                            |
| Zenit Kazan            | Campeão da Liga dos Campeões da Europa de 2017-18     |
| Sada Cruzeiro          | Campeão do Campeonato Sul-Americano de Clubes de 2018 |
| Khatam Ardakan         | Campeão do Campeonato Asiático de Clubes de 2018      |
| Fakel Novy Urengoy     | Convidado                                             |
| Cucine Lube Civitanova | Convidado                                             |
| Asseco Resovia         | Convidado                                             |
| Trentino               | Convidado                                             |

## Locais dos jogos
As partidas serão realizadas nas cidades e estádios abaixo:
| Jogos do Grupo A  | Jogos do Grupo B  | Jogos da Fase Final |
| ----------------- | ----------------- | ------------------- |
| Płock             | Rzeszów           | Częstochowa         |
| Orlen Arena       | Podpromie Hall    | Hala Sportowa       |
| Capacidade: 5 000 | Capacidade: 7 100 | Capacidade: 7 000   |
|                   |                   |                     |

## Primeira fase
O sorteio que definiu a composição dos grupos foi realizado no dia 30 de setembro pela FIVB na cidade de Turim, na Itália. Já a tabela de jogos, com a data e o horário das partidas só foi divulgada no dia 25 de outubro.
- Todos os jogos no horário da Polônia (UTC+2).

|  | Qualificados para as semifinais |

### Grupo A
Classificação
|     |                        |     | Jogos | Jogos | Jogos | Pontos | Pontos | Pontos | Sets | Sets | Sets  |
| Pos | Equipe                 | Pts | T     | V     | D     | V      | P      | R      | V    | P    | R     |
| --- | ---------------------- | --- | ----- | ----- | ----- | ------ | ------ | ------ | ---- | ---- | ----- |
| 1   | Cucine Lube Civitanova | 8   | 3     | 3     | 0     | 287    | 259    | 1.108  | 9    | 3    | 3,000 |
| 2   | Fakel Novy Urengoy     | 4   | 3     | 2     | 1     | 292    | 306    | 0.954  | 6    | 7    | 0.857 |
| 3   | Zenit Kazan            | 5   | 3     | 1     | 2     | 318    | 314    | 1.013  | 7    | 7    | 1,000 |
| 4   | PGE Skra Bełchatów     | 1   | 3     | 0     | 3     | 303    | 321    | 0.944  | 4    | 9    | 0.444 |

Resultados
| Data   | Hora  |                        | Placar |                        | Set 1 | Set 2 | Set 3 | Set 4 | Set 5 | Total  | Relatório |
| ------ | ----- | ---------------------- | ------ | ---------------------- | ----- | ----- | ----- | ----- | ----- | ------ | --------- |
| 26 nov | 17:30 | PGE Skra Bełchatów     | 1–3    | Cucine Lube Civitanova | 21–25 | 25–22 | 21–25 | 25-27 |       | 92–72  | 92–99     |
| 26 nov | 20:30 | Zenit Kazan            | 2–3    | Fakel Novy Urengoy     | 23–25 | 28–26 | 25–21 | 22-25 | 11–15 | 109–87 | 109-112   |
| 27 nov | 17:30 | Cucine Lube Civitanova | 3–2    | Zenit Kazan            | 20–25 | 25–22 | 24–26 | 25-23 | 19-17 | 113–73 | 113–113   |
| 27 nov | 20:30 | Fakel Novy Urengoy     | 3–2    | PGE Skra Bełchatów     | 23–25 | 27–29 | 30–28 | 25-21 | 21-19 | 126–82 | 126–122   |
| 29 nov | 17:30 | Fakel Novy Urengoy     | 0–3    | Cucine Lube Civitanova | 17–25 | 18–25 | 19–25 |       |       | 54–75  | 54–75     |
| 29 nov | 20:30 | PGE Skra Bełchatów     | 1–3    | Zenit Kazan            | 16–25 | 25–17 | 27–29 | 21-25 |       | 89–71  | 89–96     |

### Grupo B
Classificação
|     |                |     | Jogos | Jogos | Jogos | Pontos | Pontos | Pontos | Sets | Sets | Sets  |
| Pos | Equipe         | Pts | T     | V     | D     | V      | P      | R      | V    | P    | R     |
| --- | -------------- | --- | ----- | ----- | ----- | ------ | ------ | ------ | ---- | ---- | ----- |
| 1   | Trentino       | 9   | 3     | 3     | 0     | 248    | 219    | 1.132  | 9    | 1    | 9,000 |
| 2   | Asseco Resovia | 5   | 3     | 2     | 1     | 256    | 236    | 1.085  | 6    | 5    | 1.200 |
| 3   | Sada Cruzeiro  | 4   | 3     | 1     | 2     | 283    | 268    | 1.056  | 6    | 6    | 1,000 |
| 4   | Khatam Ardakan | 0   | 3     | 0     | 3     | 163    | 227    | 0.718  | 0    | 9    | 0,000 |

Resultados
| Data   | Hora  |                | Placar |                | Set 1 | Set 2 | Set 3 | Set 4 | Set 5 | Total   | Relatório |
| ------ | ----- | -------------- | ------ | -------------- | ----- | ----- | ----- | ----- | ----- | ------- | --------- |
| 26 nov | 17:30 | Trentino       | 3–0    | Khatam Ardakan | 25–19 | 25–15 | 25–19 |       |       | 75–53   | 75–53     |
| 26 nov | 20:30 | Asseco Resovia | 3–2    | Sada Cruzeiro  | 23–25 | 25–18 | 25–23 | 24–26 | 17–15 | 114–107 | 114–107   |
| 28 nov | 17:30 | Sada Cruzeiro  | 1–3    | Trentino       | 25–17 | 26–28 | 23–25 | 25-27 |       | 99–70   | 99–97     |
| 28 nov | 20:30 | Khatam Ardakan | 0–3    | Asseco Resovia | 21–25 | 21–25 | 11–25 |       |       | 53–75   | 53–75     |
| 29 nov | 17:30 | Asseco Resovia | 0–3    | Trentino       | 24–26 | 23–25 | 20–25 |       |       | 67–76   | 67–76     |
| 29 nov | 20:30 | Khatam Ardakan | 0–3    | Sada Cruzeiro  | 16–25 | 25–27 | 16–25 |       |       | 57–77   | 57–77     |

## Fase final
- Horários UTC+2

|  | Semifinais             | Semifinais            |   |                       | Final                  | Final |  |
|  |                        |                       |   |                       |                        |       |  |
|  | 1 de dezembro — 17ː30  |                       |   |                       |                        |       |  |
|  | Cucine Lube Civitanova | 3                     |   |                       |                        |       |  |
|  | Asseco Resovia         | 1                     |   |                       |                        |       |  |
|  |                        |                       |   |                       |                        |       |  |
|  |                        |                       |   |                       | 2 de dezembro — 20ː30  |       |  |
|  |                        |                       |   |                       | Cucine Lube Civitanova | 1     |  |
|  |                        | Trentino              | 3 |                       |                        |       |  |
|  |                        |                       |   |                       |                        |       |  |
|  |                        |                       |   |                       |                        |       |  |
|  |                        |                       |   |                       | Terceiro lugar         |       |  |
|  | 1 de dezembro — 20ː30  | 1 de dezembro — 20ː30 |   | 2 de dezembro — 17ː30 | 2 de dezembro — 17ː30  |       |  |
|  | Fakel Novy Urengoy     | 1                     |   | Asseco Resovia        | 1                      |       |  |
|  | Trentino               | 3                     |   |                       | Fakel Novy Urengoy     | 3     |  |

## Semifinais
Resultados
- Horários UTC+2

| 1 de dezembro de 2018 17:30 P2 AQ | Cucine Lube Civitanova | 3 — 1             | Asseco Resovia | Hala Sportowa, Częstochowa Público: 3 409 Árbitro(s): SRB Goran Gradinski ESP Juan Mario Bernaola Sáanchez |
| 1 de dezembro de 2018 17:30 P2 AQ | 29 25                  | Set 1 Set 2 Set 3 | 31 19 14 23    | Hala Sportowa, Częstochowa Público: 3 409 Árbitro(s): SRB Goran Gradinski ESP Juan Mario Bernaola Sáanchez |

| 1 de dezembro de 2018 20:30 P2 AQ | Fakel Novy Urengoy | 1 — 3                   | Trentino | Hala Sportowa, Częstochowa Público: 3 621 Árbitro(s): ARG Hernán Gonzalo Casamiquela DOM Denny Francisco Cespedes Lassi |
| 1 de dezembro de 2018 20:30 P2 AQ | 25 14 16 19        | Set 1 Set 2 Set 3 Set 4 | 22 25    | Hala Sportowa, Częstochowa Público: 3 621 Árbitro(s): ARG Hernán Gonzalo Casamiquela DOM Denny Francisco Cespedes Lassi |

## Terceiro lugar
Resultado
- Horários UTC+2

| 2 de dezembro de 2018 17:30 [P2] [AQ] | Asseco Resovia | 1 — 3                   | Fakel Novy Urengoy | Hala Sportowa, Częstochowa Árbitro(s): DOM Denny Francisco Cespedes Lassi BRA Rogério Espicalsky |
| 2 de dezembro de 2018 17:30 [P2] [AQ] | 25 20 23       | Set 1 Set 2 Set 3 Set 4 | 19 25              | Hala Sportowa, Częstochowa Árbitro(s): DOM Denny Francisco Cespedes Lassi BRA Rogério Espicalsky |

## Final
Resultado
- Horários UTC+2

| 2 de dezembro de 2018 20:30 [P2] [AQ] | Cucine Lube Civitanova | 1 — 3                   | Trentino | Hala Sportowa, Częstochowa Árbitro(s): POL Wojciech Maroszek ARG Hernan Gonzalo Casamiquela |
| 2 de dezembro de 2018 20:30 [P2] [AQ] | 20 25 20 18            | Set 1 Set 2 Set 3 Set 4 | 25 22 25 | Hala Sportowa, Częstochowa Árbitro(s): POL Wojciech Maroszek ARG Hernan Gonzalo Casamiquela |